# Campeonato de España de Verano de Natación 2022
El CIX Campeonato de España de Verano de Natación se celebró en Sabadell entre el 20 y el 24 de julio de 2022 bajo la organización de la Real Federación Española de Natación (RFEN) y el Club Natació Sabadell.
Las competiciones se realizaron en el Centre Can Llong de la ciudad catalana.

## Resultados

### Masculino
| Evento                    | Oro                                                                                        | Plata                                                                             | Bronce                                                                                         |
| ------------------------- | ------------------------------------------------------------------------------------------ | --------------------------------------------------------------------------------- | ---------------------------------------------------------------------------------------------- |
| 50 m libre (21.07)        | Miguel Nascimento Portugal 22,15                                                           | David Cumberlidge Edinburgh University 22,62                                      | Sergio de Celis C. N. Sabadell 22,63                                                           |
| 100 m libre (22.07)       | Diogo Ribeiro Portugal 49,25                                                               | Francisco Arévalo Madrid N. C. 49,27                                              | Moritz Berg Real Canoe N. C. 49,31                                                             |
| 200 m libre (24.07)       | Luis Domínguez E. M. El Olivar 1:49,43                                                     | Moritz Berg Real Canoe N. C. 1:49,93                                              | Ferran Julià C. N. Sabadell 1:49,96                                                            |
| 400 m libre (23.07)       | Carlos Quijada Real Canoe N. C. 3:50,62                                                    | Luis Domínguez E. M. El Olivar 3:50,83                                            | Ferran Julià C. N. Sabadell 3:52,67                                                            |
| 800 m libre (20.07)       | Mahmoud Ahmed S. U. Neckarsulm 7:56,72                                                     | Carlos Quijada Real Canoe N. C. 8:01,10                                           | Joris Bouchaut Dauphins du TOEC 8:01,37                                                        |
| 1500 m libre (22.07)      | Mahmoud Ahmed S. U. Neckarsulm 15:08,59                                                    | Henning Mühlleitner S. U. Neckarsulm 15:23,88                                     | Albert Escrits C. N. Sant Andreu 15:24,84                                                      |
| 50 m espalda (20.07)      | Manuel Martos C. N. Sabadell 25,46                                                         | Adrián Santos C. N. Terrassa 25,63                                                | Javier Arauz C. D. Gredos San Diego 25,75                                                      |
| 100 m espalda (21.07)     | Manuel Martos C. N. Sabadell 54,83                                                         | Antoine Herlem Dauphins du TOEC 55,42                                             | Javier Arauz C. D. Gredos San Diego 55,44                                                      |
| 200 m espalda (23.07)     | Antoine Herlem Dauphins du TOEC 1:58,28                                                    | Nicolás García C. D. Gredos San Diego 1:59,06                                     | Javier Arauz C. D. Gredos San Diego 2:00,59                                                    |
| 50 m braza (20.07)        | Antoine Viquerat Dauphins du TOEC 28,19                                                    | Ross Young Edinburgh University 28,30                                             | Jaime Morote Madrid N. C. 28,33                                                                |
| 100 m braza (22.07)       | Anton McKee Pinnacle Racing VT 1:01,60                                                     | Mikel Bonal KZM S. T. 1:02,54                                                     | Ross Young Edinburgh University 1:02,65                                                        |
| 200 m braza (23.07)       | Léon Marchand Dauphins du TOEC 2:08,76 RN                                                  | Anton McKee Pinnacle Racing VT 2:13,05                                            | Jaime Morote Madrid N. C. 2:16,62                                                              |
| 50 m mariposa (20.07)     | Diogo Ribeiro Portugal 23,61                                                               | Mario Mollà C. N. Terrassa 23,97                                                  | Alberto Lozano C. E. Mediterrani 23,98                                                         |
| 100 m mariposa (24.07)    | Léon Marchand Dauphins du TOEC 52,44                                                       | Diogo Ribeiro Portugal 52,75                                                      | Mario Mollà C. N. Terrassa 52,92                                                               |
| 200 m mariposa (22.07)    | Miguel Martínez Real Canoe N. C. 1:59,36                                                   | Guillermo Perosanz C. N. Sabadell 2:00,98                                         | Tiago Costa Sporting C. P. 2:01,46                                                             |
| 200 m estilos (24.07)     | Ramon Klenz S. U. Neckarsulm 2:01,85                                                       | Jacob Greenow University of Bath 2:02,55                                          | Alonso Carazo C. D. Gredos San Diego Alberto Hernández C. N. Sant Andreu 2:02,87               |
| 400 m estilos (21.07)     | Marcos Martín Real Canoe N. C. 4:22,87                                                     | William Ryley University of Bath 4:24,42                                          | Alonso Carazo C. D. Gredos San Diego 4:24,85                                                   |
| 4 × 100 m libre (23.07)   | Dauphins du TOEC Louis Godefroid Wissam-Amazigh Yebba Léon Marchand Guillaume Guth 3:17,20 | C. N. Sabadell Carles Coll Álex Ramos Ferran Julià Sergio de Celis 3:19,86        | Madrid N. C. Beltrán Rodríguez Konrad Czerniak Juan Francisco Segura Francisco Arévalo 3:20,52 |
| 4 × 200 m libre (21.07)   | Dauphins du TOEC Wissam-Amazigh Yebba Joris Bouchaut Louis Godefroid Léon Marchand 7:17,26 | Real Canoe N. C. Moritz Berg Carlos Quijada Miguel Martínez Aitor Machuca 7:20,30 | C. N. Sabadell Sergio de Celis Álex Ramos Marcos Gil Ferran Julià 7:20,61                      |
| 4 × 100 m estilos (24.07) | Dauphins du TOEC Antoine Herlem Léon Marchand Louis Godefroid Guillaume Guth 3:38,40       | C. N. Sabadell Manuel Martos Carles Coll Álex Ramos Sergio de Celis 3:40,53       | Madrid N. C. Juan Francisco Segura Jaime Morote Beltrán Rodríguez Francisco Arévalo 3:42,63    |

### Femenino
| Evento                    | Oro                                                                                    | Plata                                                                                    | Bronce                                                                                     |
| ------------------------- | -------------------------------------------------------------------------------------- | ---------------------------------------------------------------------------------------- | ------------------------------------------------------------------------------------------ |
| 50 m libre (21.07)        | Lidón Muñoz C. N. Sant Andreu 25,55                                                    | Rosa Peris C. N. Castalia Castellón Costa Azahar 25,82                                   | Marta González C. N. Sant Andreu 26,02                                                     |
| 100 m libre (23.07)       | Valentine Dumont Namur O. C. 56,44                                                     | Marta González C. N. Sant Andreu 56,55                                                   | Alba Herrero C. N. Tenis Elche 56,57                                                       |
| 200 m libre (24.07)       | Alba Herrero C. N. Tenis Elche 2:00,87                                                 | Carla Carrón C. N. Arzúa 2:01,09                                                         | Marina García C. N. Sabadell 2:01,68                                                       |
| 400 m libre (22.07)       | María de Valdés C. N. Liceo 4:10,47                                                    | Malena Santillán Argentina 4:12,84                                                       | Paula Otero C. N. Arteixo 4:12,93                                                          |
| 800 m libre (23.07)       | María de Valdés C. N. Liceo 8:35,46                                                    | Valentine Dumont Namur O. C. 8:43,28                                                     | Jimena Pérez C. N. Barcelona 8:46,50                                                       |
| 1500 m libre (20.07)      | María de Valdés C. N. Liceo 16:24,03                                                   | Jimena Pérez C. N. Barcelona 16:29,82                                                    | Paula Otero C. N. Arteixo 16:35,99                                                         |
| 50 m espalda (20.07)      | Pauline Mahieu C. D. N. Bidasoa XXI 28,22                                              | Tamara Frías R. C. Náutico de Motril 28,65                                               | Rafaela Azevedo Portugal 28,82                                                             |
| 100 m espalda (21.07)     | Pauline Mahieu C. D. N. Bidasoa XXI 1:01,50                                            | África Zamorano C. N. Sant Andreu 1:02,13                                                | Rafaela Azevedo Portugal 1:02,33                                                           |
| 200 m espalda (23.07)     | Carmen Weiler Real Canoe N. C. 2:11,31                                                 | Paula González R. C. N. Delfín 2:14,44                                                   | Malena Santillán Argentina 2:14,56                                                         |
| 50 m braza (20.07)        | María Ramos C. D. Gredos San Diego 31,66                                               | Jessica Vall C. N. Sant Andreu 31,86                                                     | Txell Domènech C. E. Mediterrani 32,27                                                     |
| 100 m braza (22.07)       | Jessica Vall C. N. Sant Andreu 1:08,70                                                 | Marina García C. N. Sabadell 1:09,33                                                     | Adèle Blanchetiere Dauphins du TOEC 1:09,99                                                |
| 200 m braza (23.07)       | Marina García C. N. Sabadell 2:27,79                                                   | Bente Fischer S. U. Neckarsulm 2:28,07                                                   | Laura Rodríguez C. N. Mijas 2:29,84                                                        |
| 50 m mariposa (20.07)     | Amaia Cendoya C. D. N. Bidasoa XXI 27,16                                               | Rosa Peris C. N. Castalia Castellón Costa Azahar 27,17                                   | Nadia González Real Canoe N. C. 27,48                                                      |
| 100 m mariposa (24.07)    | Lilou Ressencourt Olympic Nice 59,89                                                   | Carmen Balbuena C. D. N. Inacua Málaga 1:00,48                                           | Laura Amor C. N. Sant Andreu 1:00,83                                                       |
| 200 m mariposa (22.07)    | Lilou Ressencourt Olympic Nice 2:11,34                                                 | Valentine Dumont Namur O. C. 2:14,59                                                     | Catalina Corró C. N. Sabadell 2:15,17                                                      |
| 200 m estilos (24.07)     | Mireia Belmonte UCAM C. N. Fuensanta 2:14,77                                           | Emma Carrasco C. N. Sant Andreu 2:15,74                                                  | Laura Cabanes C. N. Daimiel 2:17,06                                                        |
| 400 m estilos (21.07)     | Jimena Pérez C. N. Barcelona 4:47,85                                                   | Ainhoa Martín C. D. N. Bidasoa XXI 4:50,25                                               | Paula Juste C. N. Lleida 4:53,63                                                           |
| 4 × 100 m libre (22.07)   | C. N. Sant Andreu Marta González Lidón Muñoz África Zamorano Ainhoa Campabadal 3:45,79 | Real Canoe N. C. Carmen Weiler Carla Lanza Sara Irache Nadia González 3:48,62            | C. N. Sabadell Nerea Ibáñez Catalina Corró Carla Seco Marina García 3:50,22                |
| 4 × 200 m libre (21.07)   | C. N. Sabadell Nerea Ibáñez Marina García Laia Valls Catalina Corró 8:12,28            | C. N. Sant Andreu Ainhoa Campabadal África Zamorano Júlia Pujadas Marta González 8:15,87 | Real Canoe N. C. Carla Lanza Carmen Weiler Sara Irache Nadia González 8:22,70              |
| 4 × 100 m estilos (24.07) | C. N. Sant Andreu Claudia Espinosa Jessica Vall Laura Amor Marta González 4:09,59      | C. N. Sabadell Carla Seco Marina García Catalina Corró Nerea Ibáñez 4:10,12              | Suiza · Chiara Strickner · Alexandra Froissart · Sharon Marcoli · Svenja Stoffel · 4:12,67 |

## Clasificaciones
A continuación se detalla el Top 10 de las clasificaciones masculina y femenina:

### Clasificación masculina
| Puesto            | Club                   | Puntos |
| ----------------- | ---------------------- | ------ |
| Medalla de oro    | C. N. Sabadell         | 594.5  |
| Medalla de plata  | Real Canoe N. C.       | 489.5  |
| Medalla de bronce | Madrid N. C.           | 385    |
| 4                 | C. N. Sant Andreu      | 362    |
| 5                 | C. D. Gredos San Diego | 324.5  |
| 6                 | C. N. Terrassa         | 317.5  |
| 7                 | C. E. Mediterrani      | 215    |
| 8                 | C. N. Mataró           | 143    |
| 9                 | C. N. Helios           | 141.5  |
| 10                | C. N. Madrid Moscardó  | 138    |

### Clasificación femenina
| Puesto            | Club                   | Puntos |
| ----------------- | ---------------------- | ------ |
| Medalla de oro    | C. N. Sant Andreu      | 536.5  |
| Medalla de plata  | C. D. Gredos San Diego | 422    |
| Medalla de bronce | C. N. Sabadell         | 413    |
| 4                 | C. D. N. Bidasoa XXI   | 332    |
| 5                 | Real Canoe N. C.       | 263.5  |
| 6                 | C. D. N. Inacua Málaga | 226    |
| 7                 | C. N. Barcelona        | 214    |
| 8                 | C. N. Tenis Elche      | 142    |
| 9                 | C. N. Santa Olaya      | 134    |
| 10                | R. C. N. Delfín        | 102    |